# Sigmothrips aoetaroana
Sigmothrips aoetaroana är en insektsart som beskrevs av Ward 1970. Sigmothrips aoetaroana ingår i släktet Sigmothrips och familjen smaltripsar. Inga underarter finns listade i Catalogue of Life.